# Poblado Ibérico de la Muela de Arriba
El poblado ibérico de la Muela de Arriba es una yacimiento arqueológico de la época ibérica que se encuentra en el término municipal de Requena (Valencia).
Está catalogado como bien de interés cultural con código 46.17.213-069 y resolución de fecha 24 de noviembre de 1980.

## Ubicación
El yacimiento es un pequeño poblado ibérico asentado sobre la cima de un cerro de una superficie de 16 128 m², que forma un altiplano que se encuentra a 688 metros sobre el nivel del mar y a 10 metros sobre del plano inmediato inferior. se trata de una colina calcárea junto a la rambla de Caballero que vierte sus aguas al río Cabriel. Aunque la colina no es muy alta, dispone de una visibilidad de cinco o seis kilómetros sobre la llanura al norte y este, pero hacia el oeste corta la visión la sierra del Rubial.

## Función
El poblado de la Muela de Arriba dependía de la ciudad ibérica de Kelin. Se trataba de un poblado fortificado estratégico, surgido hacia el final del siglo IV a. C. con la finalidad de controlar el área hacia el río Magro. Aunque no se trataba de una posición con buena visibilidad, formaba parte de una red con otros núcleos, como Requena y el Cerro de la Cabeza, y de entre los puestos de cinco kilómetros a su alrededor era el único que contaba con una muralla y una posición elevada.
En el ámbito económico, se supone que la población se dedicaría a la producción agrícola de cultivos de secano, así como a la ganadería y a una cierta actividad de trabajo del metal. Estas actividades se han deducido del hecho de encontrarse, junto con armas, aperos agrícolas y otras herramientas.
La población desapareció a inicios del siglo II a. C. tras la llegada de los romanos, que modificó la estructura de poder del territorio de Kelin, suprimiéndose la mayoría de sus asentamientos periféricos, como el de la Muela de Arriba.